# Piotr Stanislas
Piotr Stanislas, auch bekannt als Stan Piotr oder Piotr Slave (geboren 1952 in Polen), ist ein französischer Pornodarsteller und Schauspieler.

## Leben
Der in Polen geborene Piotr Stanislas zog in den 1970er Jahren nach Frankreich. Er begann 1975 eine Karriere als Pornodarsteller unter der Regie von Pionieren des Genres wie Gérard Kikoïne, Claude Bernard-Aubert und Francis Leroi. In Frankreich war er der erste Pornostar, der seine Bisexualität ab Ende der 1970er Jahre öffentlich machte und dann sowohl in heterosexuellen als auch in schwulen Pornofilmen auftrat.  Zu den Schwulenpornos zählen unter anderem De mecs en mecs, Mecs à partouze und Rencontres au masculin. 
Gleichzeitig tritt Piotr Stanislas gelegentlich in nichtpornografischen Filmen auf. In Wir waren ein Mann von Philippe Vallois spielt er eine der beiden Hauptrollen, die eines homosexuellen deutschen Soldaten. Der Film erhielt auf dem Chicago International Film Festival den Silbernen Hugo. Er spielte seitdem in Spielfilmen wie Strafkommando Charlie Bravo, Le Retour des Bidasses en Folie oder Die große Pfeife. 1979 spielte er in der militanten Dokumentation Race d’Ep unter der Regie von Guy Hocquenghem und Lionel Soukaz. Im mit Françoise Fabian, Micheline Presle und Jean-Claude Drouot starbesetzten Episodenfilm Archipel des amours (1983) spielte er im Sketch Pornoscopie. Außerdem war er Gaststar in Fernsehserien, so spielte er 1979 in der Kommissar Moulin-Folge Les brebis égarées.
In den 1990er Jahren trat er weiterhin in Pornofilmen auf und drehte seinen vorerst letzten 2004: Er spielte eine Nebenrolle in dem schwulen Film Ti’touch unter der Regie von Pornostar Titof. Er übernahm die Leitung eines Sexshops in der Rue Saint-Denis in Paris.  

## Filmographie (Auswahl)

### Spielfilme
- 1979: Wir waren ein Mann (Nous étions un seul homme)
- 1979: Race d'Ep (Dokumentarfilm)
- 1980: Strafkommando Charlie Bravo (Charlie Bravo)
- 1981: Caligula und Messalina (Caligola e Messalina)
- 1981: Loin de Manhattan
- 1982: Nero und die Huren des römischen Reiches (Neroe e Poppea)
- 1983: Archipel des amours; Episodenfilm, Episode Pornoscopie,
- 1983: Le Retour des bidasses en folie
- 1984: Die große Pfeife (Aldo et junior)
- 1984: Der Linkshänder (L’Arbalète)
- 2009: Mondo Homo

### Pornos
- 1980: Jolies petites garces R: Marc Dorcel
- 1980: Ein Sommer auf dem Lande
- 1980: Secrétariat privé R: Claude Bernard-Aubert
- 1980: Sexraub - Verbotene Gelüste
- 1981: Adorable Lola R: Gérard Kikoïne
- 1981: Hôtel bon plaisir de Michel Barny
- 1981: Französische Küsse R: Gérard Loubeau
- 1982: Vacances à Ibiza de Gérard Kikoïne
- 1982: Das Gören-Internat R: Pierre B. Reinhard
- 1983: Baisers exotiques R: Jean Luret
- 1984: La Femme en spirale R: Jean-François Davy
- 1985: French initiation dans un petit cul de pucelle
- 1985: Scharfe Girls auf Achse (Mobile Home Girls)
- 1991: Stone Clan Teil 1 und 2 R: Dino Baumberger
- 1992: Le roman d'un triqueur R: Sacha Kitrik
- 1993: Les Lolos de la garagiste R: Alain Payet
- 1993: Enculostop R: Alain Payet
- 1994: Triple Éjac dans la taulière
- 1994: Les Visiteuses R: Alain Payet
- 1995: Perverse Spermaspiele R: Alain Payet
- 1995: Schwarz und Geil R: Nils Molitor
- 1996: La calda vita di Al Capone R: Antonio D'Agostini
- 1996: Chantier interdit au public R: Alain Payet
- 1996: Tittenficker R: Walter Molitor
- 1997: Tintin chez les négros R: Jean-Pierre Armand
- 1999: Hotdorix R: Alain Payet
- 2003: Axelle R: Martin Cognito
- 2003: Virginie R: Martin Cognito
- 2004: Ti'Touch R: Titof